# جامار أبرامز
جامار أبرامز (بالإنجليزية: Jamar Abrams)‏ مواليد 21 يونيو 1989 في ريتشموند، هو لاعب كرة سلة أمريكي. بدأ مسيرته الاحترافية في سنة 2011. يلعب في الدوري الروماني لكرة السلة. يحمل الرقم 21. يبلغ طوله 6 قدم 7 بوصة (2.0 م).

## المسيرة الاحترافية
لعب مع مين ريد كلوز في سنة 2011، ثم لعب مع لندن لايتنينج في سنة 2012، ثم لعب مع زلاتوروج لاشكو في موسم 2015–2016.

## روابط خارجية
- جامار أبرامز على موقع كرة السلة الأوروبية.كوم (الإنجليزية)
- جامار أبرامز على موقع كلية كرة السلة في سبورتس رفرنس.كوم (الإنجليزية)
- جامار أبرامز على موقع ريلجم (الإنجليزية)
- جامار أبرامز على موقع بروبوليرز (الإنجليزية)
- جامار أبرامز على موقع سبورتس رفرنس (الإنجليزية)
- جامار أبرامز على موقع سبورتس رفرنس (الإنجليزية)